# Ful
|  | No s'ha de confondre amb Ful medames. |

El ful és la llengua del poble fulbe o fula (també coneguts com a peul o fulani), que forma part del grup nigerocongolès parlat a l'oest de l'Àfrica. És conegut també amb els noms de fula, fulani, fulbe, fulfulde, futa-jalon, pël, peul i pulaar.

## Extensió i estatus
El ful és parlat com a llengua materna pels fulbe i grups relacionats (com els tuculor a la vall del riu Senegal) de Senegàmbia i Guinea al Camerun i Sudan. També el parlen com a segona llengua diversos pobles de la regió, com el kirdis del nord del Camerun i nord-est de Nigèria. Es calcula que hi ha entre 10 i 16 milions de parlants nadius, agrupats en set dialectes diferents. S'escriu en l'alfabet llatí amb algunes lletres modificades per diacrítics. És llengua oficial a Senegal (Pulaar) i Nigèria (Fulfulde). A Guinea té l'estatus de llengua regional (Pular), on molts parlants són monolingües. I és llengua nacional a Mali (Maasina) i a Níger (Fulfulde).

## Varietats
Tot i que existeixen moltes varietats diferents del ful, es considera plenament una única llengua. Wilson (1989) manifesta que «els viatgers no troben impossible la comunicació en una vasta extensió de territori», i Ka (1991) conclou que malgrat la gran extensió i la gran variació dialectal, el fulfulde és fonamentalment una única llengua. No obstant això, segons l'Ethnologue ha calgut fer nou traduccions diferents de la Bíblia per fer-la comprensible a tots els parlants de ful, de manera que es tracten aquestes varietats com a llengües diferents.

## Característiques lingüístiques
El ful té un sistema pronominal de tipus al·literatiu. Els radicals són de tipus monosil·làbic tancat i es basen en una combinació de noms (fins a 26 classes) i temps verbals, modificats per infixos. El fonema inicial de la paraula pot canviar segons si està en singular o en plural.